# Moore County (North Carolina)
Moore County ist ein County im Bundesstaat North Carolina der Vereinigten Staaten. Der Verwaltungssitz (County Seat) ist Carthage.

## Geographie
Das County liegt etwas südlich des geographischen Zentrums von North Carolina, ist im Süden etwa 40 km von South Carolina entfernt und hat eine Fläche von 1828 Quadratkilometern, wovon 21 Quadratkilometer Wasserfläche sind. Es grenzt im Uhrzeigersinn an folgende Countys: Chatham County, Lee County, Harnett County, Cumberland County, Hoke County, Richmond County, Montgomery County und Randolph County.
Moore County ist in 10 nummerierten Townships aufgeteilt: 1 (Carthage), 2 (Bensalem), 3 (Sheffields), 4 (Ritter), 5 (Deep River), 6 (Greenwood), 7 (McNeill), 8 (Sandhill), 9 (Mineral Springs) und 10 (Little River).
Das County wird seit 2023 vom Office of Management and Budget zu statistischen Zwecken als Pinehurst–Southern Pines, NC Metropolitan Statistical Area geführt.

## Geschichte
Moore County wurde 1784 aus Teilen des Cumberland County gebildet. Benannt wurde es nach Captain Alfred Moore, einem Richter am Supreme Court of the United States (Oberster Gerichtshof) und Offizier im Amerikanischen Unabhängigkeitskrieg.

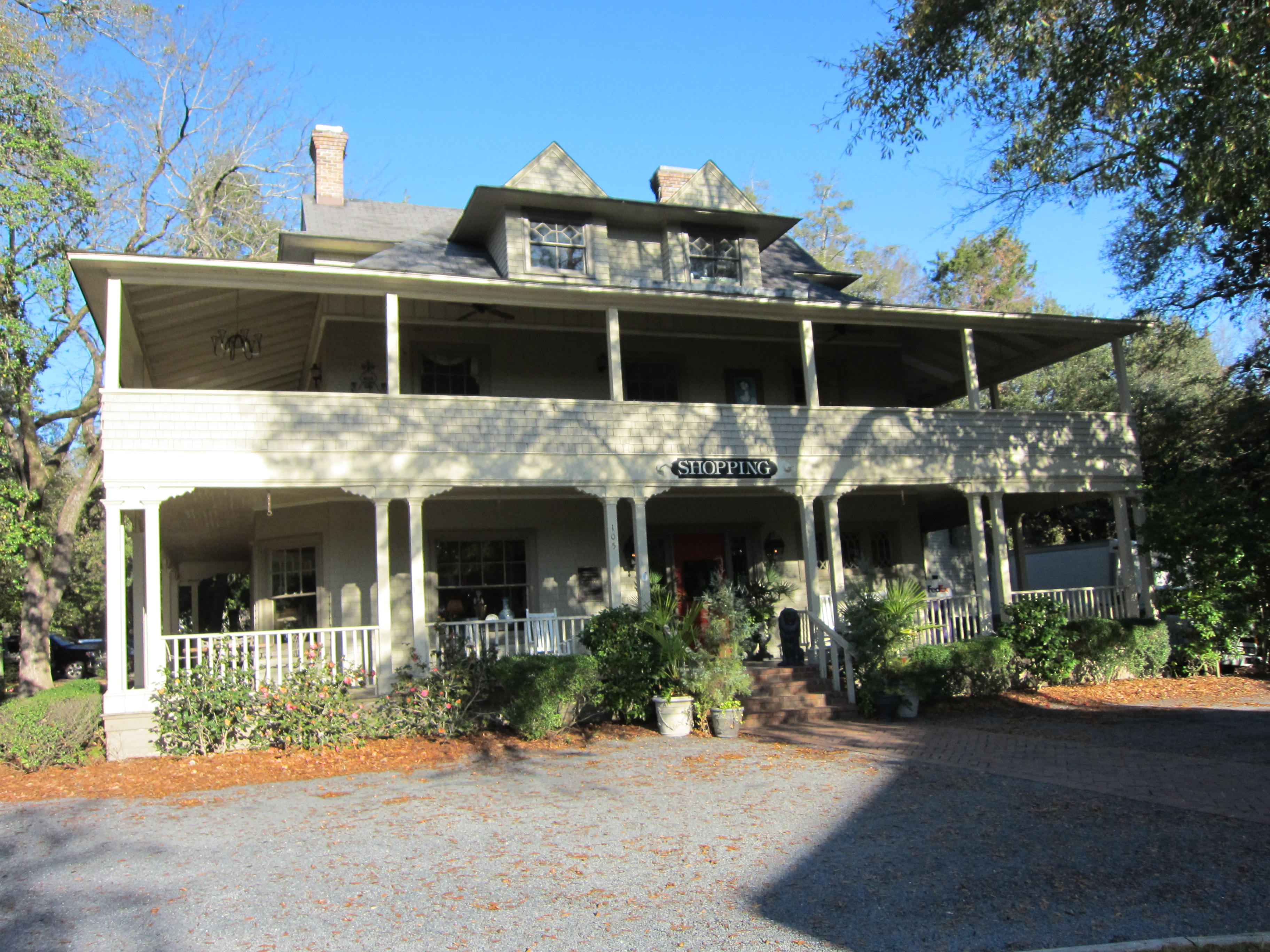
Das Mystic Cottage im Pinehurst Historic District (2011)

Im County liegt eine National Historic Landmark, der Pinehurst Historic District. 29 Bauwerke und Stätten des Countys sind insgesamt im National Register of Historic Places eingetragen (Stand 8. März 2018).

## Demografische Daten
Nach der Volkszählung im Jahr 2000 lebten im Moore County 74.769 Menschen in 30.713 Haushalten und 21.959 Familien. Die Bevölkerungsdichte betrug 41 Einwohner pro Quadratkilometer. Ethnisch betrachtet setzte sich die Bevölkerung zusammen aus 80,25 Prozent Weißen, 15,50 Prozent Afroamerikanern, 0,68 Prozent amerikanischen Ureinwohnern, 0,44 Prozent Asiaten, 0,05 Prozent Bewohnern aus dem pazifischen Inselraum und 2,20 Prozent aus anderen ethnischen Gruppen; 0,88 Prozent stammten von zwei oder mehr Ethnien ab. 3,99 Prozent der Bevölkerung waren spanischer oder lateinamerikanischer Abstammung.
Von den 30.713 Haushalten hatten 26,7 Prozent Kinder unter 18 Jahren, die bei ihnen lebten. 58,1 Prozent davon waren verheiratete, zusammenlebende Paare, 10,2 Prozent waren allein erziehende Mütter und 28,5 Prozent waren keine Familien. 24,9 Prozent waren Singlehaushalte und in 11,3 Prozent lebten Menschen mit 65 Jahren oder älter. Die Durchschnittshaushaltsgröße betrug 2,38 und die durchschnittliche Familiengröße war 2,81 Personen.
22,1 Prozent der Bevölkerung waren unter 18 Jahre alt. 6,6 Prozent zwischen 18 und 24 Jahre, 25,8 Prozent zwischen 25 und 44 Jahre, 23,8 Prozent zwischen 45 und 64, und 21,8 Prozent waren 65 Jahre alt oder Älter. Das Durchschnittsalter betrug 42 Jahre. Auf alle weibliche Personen kamen 93,0 männliche Personen. Auf alle Frauen im Alter von 18 Jahren oder darüber kamen 89,8 Männer.
Das jährliche Durchschnittseinkommen eines Haushalts betrug 41.240 US-Dollar und das jährliche Durchschnittseinkommen einer Familie betrug 48.492 USD. Männer hatten ein durchschnittliches Einkommen von 31.260 USD gegenüber den Frauen mit 23.526 USD. Das Prokopfeinkommen betrug 23.377 USD. 11,4 Prozent der Bevölkerung und 8,0 Prozent der Familien lebten unterhalb der Armutsgrenze. 16,6 Prozent von ihnen sind Kinder und Jugendliche unter 18 Jahre und 10,1 Prozent sind 65 Jahre oder älter.